# Полночная смена
«Полночная смена» (англ. The Late Shift) — американский телевизионный фильм 1996 года, режиссёра Бетти Томас, основанный на одноимённой книге журналиста The New York Times Билла Картера. Премьера картины состоялась 24 февраля 1996 года на кабельном телеканале HBO.

## Сюжет
В 1991 году в ходе презентации программной сетки NBC ведущий программы «Сегодня вечером» Джонни Карсон неожиданно для всех заявляет о завершении карьеры через год. На его должность претендует приглашённый ведущий Джей Лено и Дэвид Леттерман, чья программа выходит сразу после Карсона в 0:30. Общественное мнение убеждено, что именно Леттерман будет преемником, но руководство телеканала считает Лено более популярным для этого временного слота и более договороспособным.
Менеджеру Лено Хелен Кушник удаётся застолбить место ведущего «Сегодня вечером», хотя сам Лено не в восторге от её грубых и жёстких методов работы. В то же время он остаётся лояльным, ибо считает её ответственной за все его успехи и помнит о своём обещании заботиться о ней после смерти её супруга. Сама Кушник советует своему подопечному продолжать шутить, оставив её всю деловую составляющую.
По условиям контракта Лено получает гонорар в 7 млн долларов, а Кушник будет продюсировать программу. В то же время она добивается от продюсеров NBC сохранять эту сделку в тайне, выход программы запланирован на следующей недели после последнего выступления Карсона. Сам Леттерман всё ещё верит в то, что именно он будет вести «Сегодня вечером». Продюсеры NBC имеют и собственный резон: в случае Лено производить шоу будет телеканал, в то время как Леттерман настаивает на сохранении за собой всех прав на программу.
Деловой стиль Кушник злит руководство телеканала, её коллег и потенциальных гостей, а сама она доходит до вмешательства в сетку расписания программ и функционирование программы. Топ-менеджмент NBC ставят Лено перед фактом: Кушник в любом случае будет уволена, а если он поддержит своего продюсера — то и он тоже. Кушник выгоняют из калифорнийской студии NBC и запрещают её больше появляться там. Она просит Джейя выполнять обещание и позаботиться о ней и её дочери, однако комик разозлён на неё из-за угрозы потерять работу своей мечты и организацию ею утечки в прессу информации о скором уходе Карсона, что и могло сподвигнуть последнего. В дальнейшем Лено удаётся подслушать переговоры руководства NBC и её главного акционера General Electric о возможном сохранении Дэвида Леттермана в качестве ведущего.
Видя не лучший настрой руководства телеканала, Леттерман нанимает известного голливудского агента Майкл Овиц, который обещает: все национальные телесети предложат Леттерману стать ведущим собственного шоу в 23:30. В рамках этого они проводят встречи с телесетями ABC, CBS, FOX и кинокомпаниями Columbia и Touchstone. После этого Леттерман всё равно лелеет надежду вести Сегодня вечером, но продюсер программы Сегодня вечером/Сегодня ночью Питер Лассали раскрывает ему истинное положение дел. Телеведущий решает по совету продюсера получить совет от Карсона. Мэтр сразу оговаривает, что не может брать ответственность за чужую судьбу, но в подобной ситуации лично он ушёл бы с NBC. После этого Лететрман принимает предложение CBS вести собственное шоу по более выгодному контракту (7-12 млн долларов в год). Вместе со своими соратниками он смотрит в офисе NBC официальную презентацию Лено в качестве ведущего «Сегодня вечером», после чего покидает здание и по нью-йоркским улицам уходит в офис CBS.
Программы Лено и Леттермана начинают выходить в 23:30. Изначально превосходство по рейтингам имеет Леттерман, но позже Лено удаётся застолбить лидерство за своим шоу. В финальных титрах поведано о дальнейшей судьбе ряда героев фильма.

## Награды и номинации
Премия «Золотой глобус»-1997:
- Лучшая актриса второго плана в телесериале, мини-сериале или телефильме — Кэти Бэйтс (награда)[1]